# Monte Falla
Il Monte Falla è una montagna di forma conica dell'Antartide, alta 3.825 m, situata circa 3,5 miglia nautiche (6 km) a nordest del Monte Stonehouse, tra il Ghiacciaio Berwick e il Ghiacciaio Prebble, nella catena montuosa dei Monti della Regina Alessandra, nella Dipendenza di Ross.
Fu avvistato dalla componente neozelandese della Commonwealth Trans-Antarctic Expedition (1956–58) e intitolato in onore dell'ornitologo Robert Alexander Falla (1901-1979), membro del Comitato del Mare di Ross.